# Nadbużański Park Historyczno-Kulturowy w Drohiczynie
Nadbużański Park Historyczno-Kulturowy w Drohiczynie – muzeum z siedzibą w Drohiczynie. Placówka jest miejską jednostką organizacyjną, działającą w ramach Miejsko-Gminnego Ośrodka Kultury.
Park powstał w 2012 roku. W ramach parku znajdują się dwa obiekty muzealne:
- Muzeum Regionalne, w którym znajdują się zbiory, prezentujące dzieje miasta począwszy od wczesnego średniowiecza (m.in. szklane paciorki pochodzące z Rusi Kujowskiej, ołowiane plomby z okresu od XII od XIV wieku, ozdoby, przedmioty sakralne) po czasu nowożytne, ekspozycja związana z drohiczyńskim garncarstwem, a także wystawa etnograficzna (narzędzia rolnicze, przedmioty codziennego użytku). Ponadto w ramach muzeum działa Muzeum Kajakarstwa, prezentująca stare kajaki (najstarszy z 1950 roku) oraz ich wyposażenie (wiosła, kamizelki, silniki zaburtowe),
- budynek Starej Gminy (dawny urząd gminy), w którym umiejscowiono wystawę starych motocykli oraz tablic rejestracyjnych z całego świata. Wśród motocykli prezentowane są m.in. francuski Armor z 1915 roku, niemieckie: Zündapp K 500 oraz D-Rad oraz angielski Panther. Na piętrze budynku mieści się ekspozycja archeologiczna.

Park jest obiektem sezonowym (maj-wrzesień), czynnym codziennie. W pozostałym okresie zwiedzanie odbywa się w porozumieniu z MGOK.